# إسبارغانيون قائم

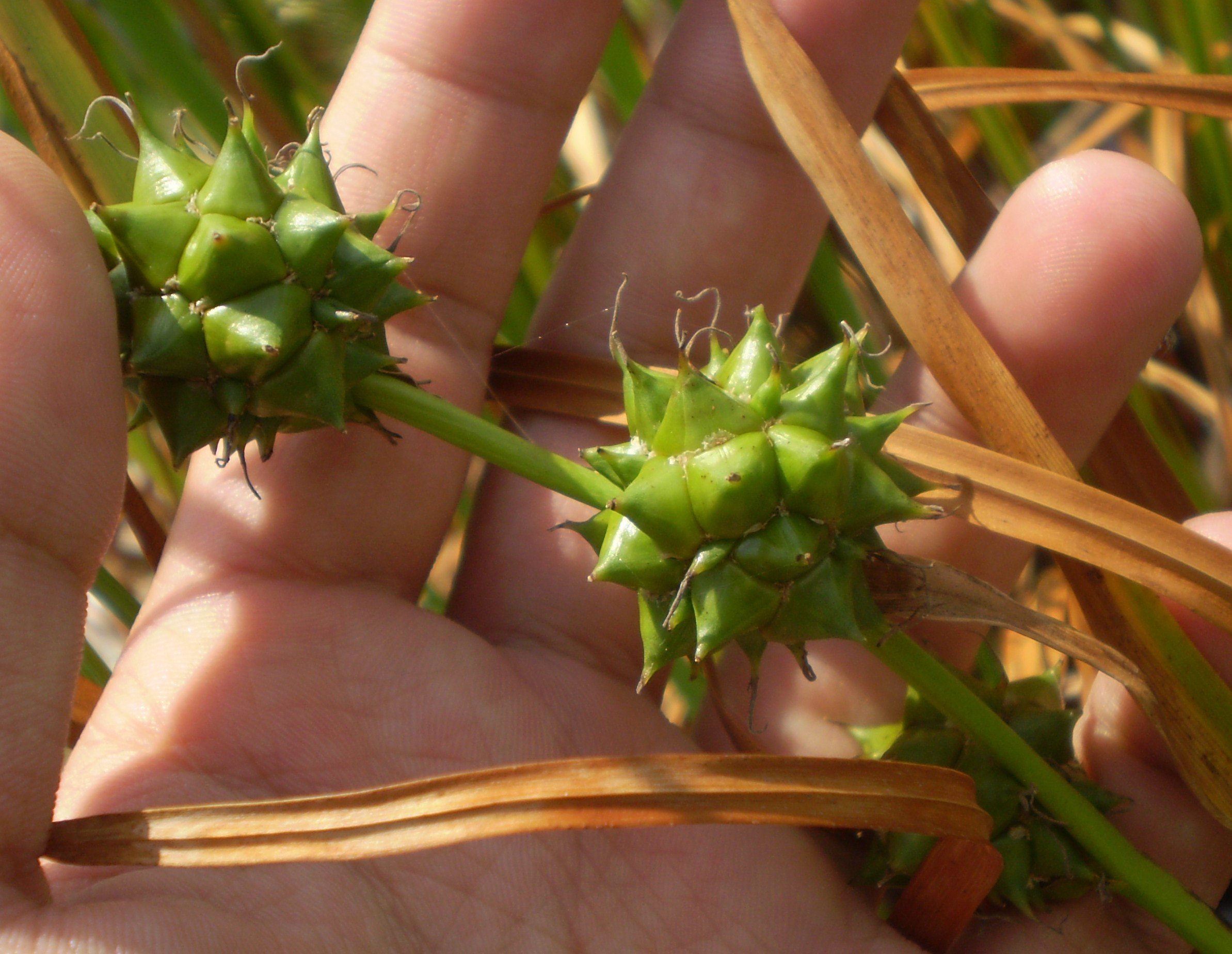
ثمار الإسبارغانيون القائم

إسبارغانيون قائم أو شريط الماء (الاسم العلمي: Sparganium erectum) هو نوع من النباتات يتبع جنس الإسبارغانيون من الفصيلة البوطية.